# Pycnotropis devillei
Pycnotropis devillei är en mångfotingart som först beskrevs av Filippo Silvestri 1897.  Pycnotropis devillei ingår i släktet Pycnotropis och familjen Aphelidesmidae. Inga underarter finns listade i Catalogue of Life.